# Аллювиальные почвы
Аллювиа́льные (пойменные) почвы — большая группа почв, располагающихся в поймах рек. В Классификации почв России образуют отдел в стволе синлитогенных почв. Отличительной их особенностью является периодическое затопление паводковыми водами (пойменный (поёмный) процесс), не обязательно ежегодное, но сопровождающееся привносом и отложением на поверхности почвы нового минерального материала (пойменная аккумуляция). Кроме того, на данные почвы оказывает влияние близкое залегание грунтовых вод.
Выделяются три группы типов аллювиальных почв:
- Аллювиальные дерновые почвы в прирусловой части поймы.
- Аллювиальные луговые почвы в центральной пойме.
- Аллювиальные болотные почвы в притеррасной пойме.

Эта классификация создана академиком РАН Г. В. Добровольским на основе процессов почвообразования в поймах рек.
Аллювиальные почвы занимают около 3 % площади суши.